# 伯爾格烏山麓普倫杜鄉
47°17′00″N 24°44′00″E / 47.2833°N 24.7333°E
伯爾格烏山麓普倫杜鄉（羅馬尼亞語：Comuna Prundu Bârgăului, Bistrița-Năsăud），是羅馬尼亞的鄉份，位於該國西北部，由比斯特里察-訥瑟烏德縣負責管轄，面積116平方公里，海拔高度506米，2007年人口6,565，人口密度每平方公里57人。